# Palác kratochvíle
Palác kratochvíle (rusky Потешный дворец) je jeden z paláců Moskevského kremlu. Nachází se u západní kremelské hradby mezi Komediantskou a Trojickou věží. Budova byla postavena roku 1651 jako obytné prostory pro bojara Ilju Daniloviče Miloslavského, tchána cara Alexeje I. Michajloviče. Je to jediná dochovaná bojarská rezidence Moskevského kremlu.

## Popis
Úzký pozemek mezi hradbou a hospodářskými budovami carské rezidence do značné míry určil plán domu Miloslavského. Uprostřed pozemku byla vystavěna samotná rezidence, na jihu a na severu reprezentativní dvůr a hospodářské budovy. V půdorysu téměř čtvercová budova měla uprostřed obloukový průjezd, který spojoval obě strany.

## Historie
Budova vznikla roku 1651 jako obytná rezidence bojara Ilji Daniloviče Miloslavského. Postavena byla na pozemku, na kterém dříve stály hospodářské budovy carského dvora.
Po smrti Miloslavského roku 1669 připadl dům carské pokladně, načež byl s carským palácem propojen spojovacím krčkem. Roku 1672 se zde konaly pro pobavení carské rodiny tzv. potěchy, první divadelní představení na Rusi. Ty daly paláci nakonec i jméno – Potěšnyj dvorec, tedy Palác kratochvíle. V roce 1679 se sem nastěhovali členové carské rodiny, palác tak byl rozšířen a částečně přestavěn.
Výstavba Paláce kratochvíle souvisela s novým moskevským trendem bydlení v kamenných domech, který odstartovala výstavba Těremského paláce. Ostatně, výrazný bílý dekor na fasádě Těremský palác silně připomíná. Nezaměnitelným ho však činí zvláštně situovaná palácová kaple Pochvaly přesvaté Bohorodice, která z hlavního objemu budovy poněkud vystupuje. Oltářní část je nesena výraznými konzolami, imitujícími mašikuli, což umožnilo dostát zásadám výstavby pravoslavných chrámů, které zakazují umisťovat oltář nad obytné prostory.
Za panování Petra I. Velikého zde byl zřízen úřad, roku 1806 objekt přestavěli na byt a kanceláře vojenského správce Moskvy. V té době vznikala souvisle zastavěná Palácová ulice, východní část paláce proto byla rozšířena o jedno křídlo, aby vznikla souvislá uliční čára. Fasáda i interiéry Paláce kratochvíle získaly neogotickou výzdobu, palácová kaple byla zrušena a kupole byly odstraněny.
V letech 1874-1875 se architekt Nikolaj Alexandrovič Šochin pokusil uvést palác do původního stavu, i když se jednalo pouze o stylizaci vycházející z architektových představ.
V současnosti se zde nachází velitelství kremelské vojenské stráže. Ta nechala v letech 2000-2004 provést restauraci objektu, přičemž byly obnoveny některé prvky fasády a také část interiérů. Asi nejvzácnějším objevem byly kamenné reliéfy, zobrazující náměty velmi vzácné pro 17. století – květiny, reálná i fantastická zvířata a rytířské turnaje.

## Galerie

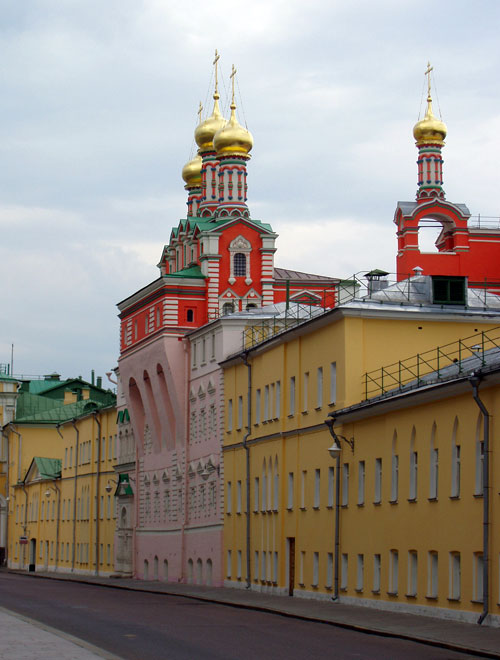
Pohled z Palácové ulice
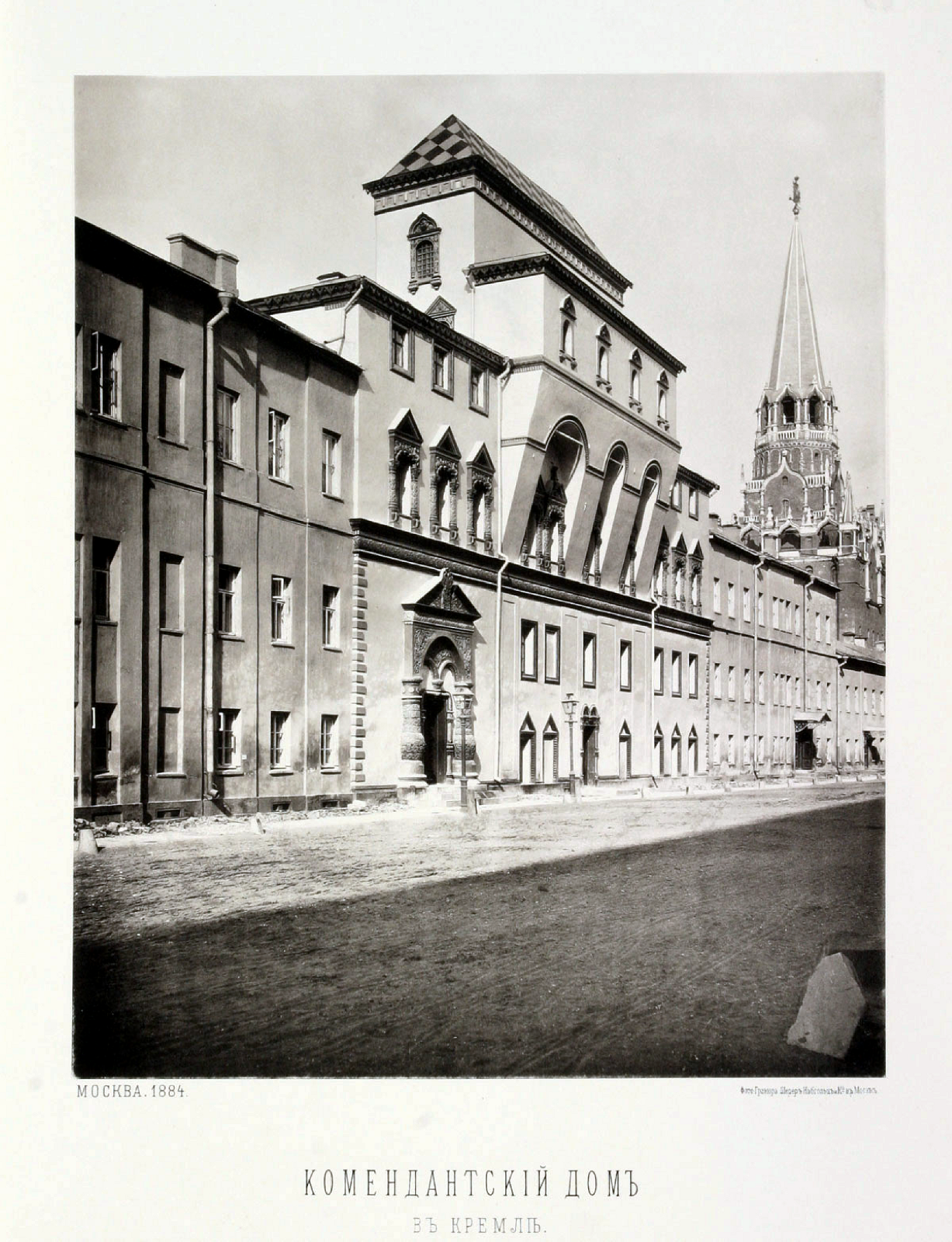
Stav roku 1884